# Literatura alemana de ciencia ficción
La literatura alemana de ciencia ficción incluye todas las producciones literarias de habla alemana, ya sean de origen alemán, suizo o austriaco, pertenecientes al género de la ciencia ficción. La literatura alemana de ciencia ficción en el sentido moderno del término apareció a fines del siglo XIX con el escritor Kurd Lasswitz, mientras que Julio Verne en Francia ya había escrito la mayoría de sus Viajes extraordinarios y H. G. Wells en Gran Bretaña estaba trabajando en la publicación de su novela El hombre invisible.
A partir de 1949, la creación de dos alemanias en competencia tuvo un impacto directo sobre la evolución de la literatura de anticipación a ambos lados de la cortina de hierro. Al oeste, el modelo estadounidense en el que domina la opera espacial, da nacimiento a una serie de éxito titulada Perry Rhodan. Al este, el régimen socialista encuadra el género estrictamente, opinando no tiene más de razón de ser que sus afinidades filosóficas con el concepto sociohistórico de utopía. Es sólo a partir de los años 90 cuando la literatura alemana de ciencia ficción comenzó a encontrar su lugar en la escena internacional, con las novelas de jóvenes escritores nacidos en la posguerra, como Andreas Eschbach.

## El término «ciencia ficción» en lengua alemana
El idioma alemán contemporáneo usa el término anglosajón Science Fiction, manteniendo su pronunciación original: [saɪənsˈfɪkʃn̩]. Este término puede abreviarse como SF, Sci-Fi o SciFi. Si SF comúnmente se refiere a la ciencia ficción en su conjunto, el diminuto Sci-Fi a veces se usa de una manera más despectiva para designar un género comercial de baja calidad. 
Antes de la adopción generalizada de la expresión Science Fiction a finales de la década de 1950, el idioma alemán tenía muchos otros términos específicos. De hecho se hablaba de Zukunftsroman («novela de anticipación»), de technischer Zukunftsroman («novela de anticipación técnica»), de utopischer Roman («novela utópica»), de utopisch-technischer Roman («novela utópico técnica») o wissenschaftlich-phantastischer Roman («novela científico fantástica»). Entre 1949 y 1990, en la República Democrática Alemana, el término común era wissenschaftliche Phantastik («fantasía científica»), un término traducido directamente de la expresión rusa Научная фантастика. 

## Historia del género en el espacio de habla alemana

### Los precursores

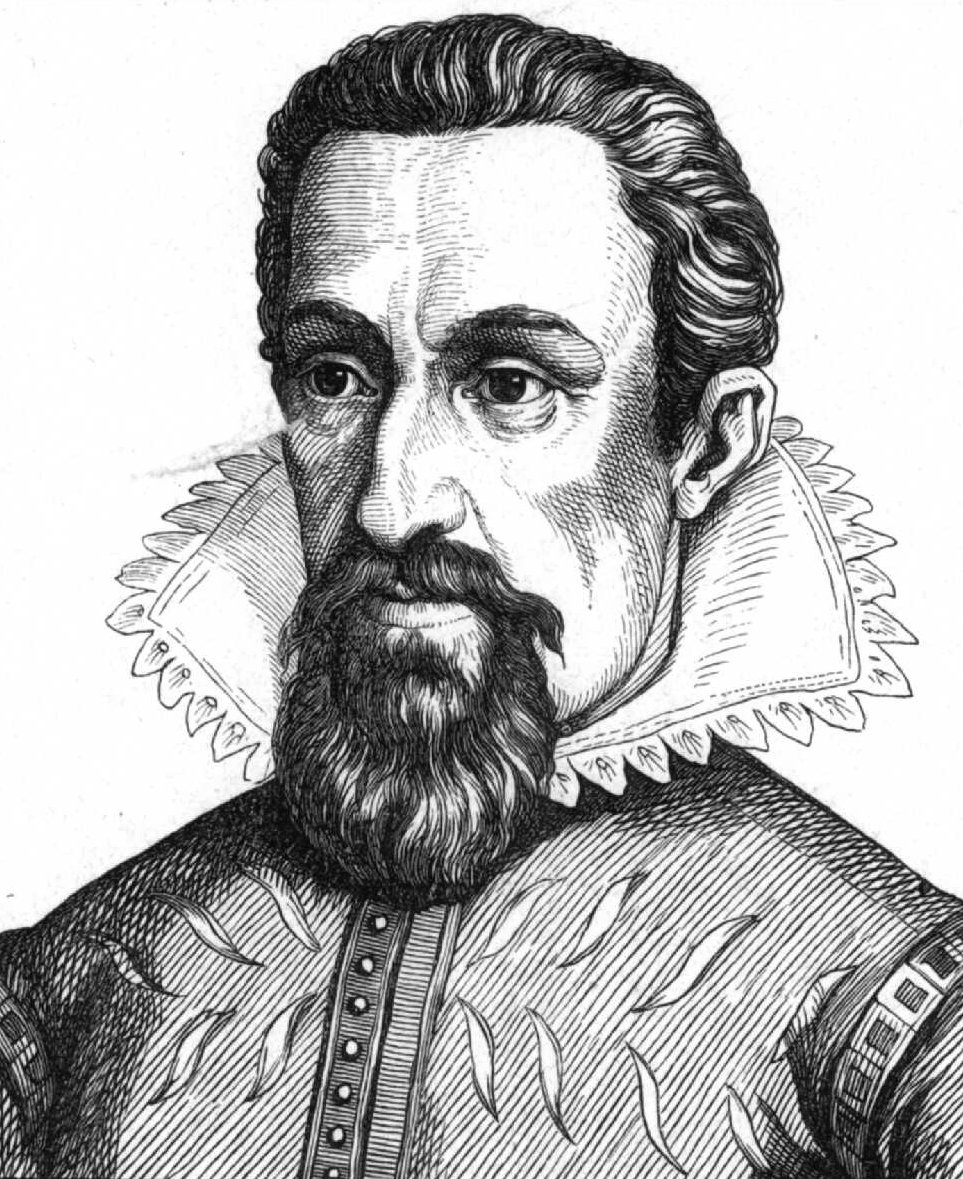
Retrato de Johannes Kepler

En 1634 apareció póstumamente Somnium del astrónomo alemán Johannes Kepler, que destila sus nuevas ideas sobre cosmología con ocasión de un viaje imaginario de la Tierra a la Luna. Si el texto es similar al género de la ciencia ficción en el sentido casi moderno del término y fue obra de un alemán, su versión original se escribió en latín. Su primera paráfrasis alemana, Traum von Mond (Sueño de la luna), fue publicada por Ludwig Günther en 1898, una época en la que Europa veía el nacimiento de sus primeros grandes cuentos de anticipación científica. 
En el siglo XVIII, en 1744, Eberhard Christian Kindermann un astrónomo aficionado, imaginó un viaje a la primera luna de Marte en un cuento titulado Die geschwinde Reise auf dem Lufft-Schiff nach der Oberen Welt, welche jüngsthin fünff Personen angestellet […] (El viaje rápido al mundo superior realizado recientemente por cinco personas a bordo de un aerostato). Este texto generalmente se considera el primer relato de ciencia ficción en lengua alemana. La historia de Kindermann se distingue particularmente por la atención que el autor presta a los aspectos técnicos de su viaje imaginario: descripción del mapa del cielo, cálculo de la distancia entre Marte y la Tierra y uso de la teoría del vacío de Francesco Lana de Terzi (1670) para el movimiento de un aerostato en el espacio. El estilo es característico de la era barroca tardía, con alegorías extraídas de la mitología grecorromana (aparición de Feme o el dios Belona) y muchas referencias religiosas. El mundo de Marte finalmente se presenta como una utopía religiosa en la que los marcianos se comunican directamente con Dios, sin la intercesión de la Biblia.

### Clasicismo y romanticismo alemán

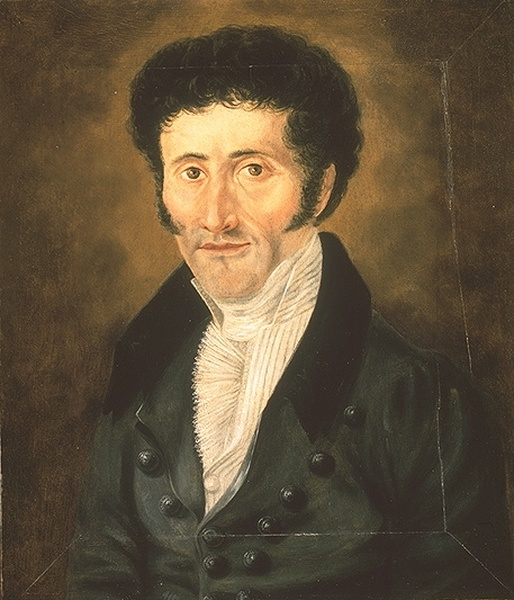
Retrato de E.T.A. Hoffman.

En 1755, el filósofo Immanuel Kant publicó una Historia general de la naturaleza y teoría del cielo, inspirada en las nuevas teorías de Isaac Newton. La última parte de este tratado está más particularmente dedicada a los planetas del sistema solar que, según Kant, están necesariamente habitados para permitir la migración de las almas. Esta tesis abre el camino a las reuniones interplanetarias. A finales del siglo XVIII, en otro campo, el escritor alemán Jean Paul (1763-1825) escribió una historia corta titulada Der Maschinenmensch (El hombre-máquina) que parodia tanto la posible mecanización de todas las acciones humanas (el despertar, la masticación, la escritura, etc.) y el enfoque materialista de La Mettrie, que publicó el tratado homónimo en 1747.
Inspirado en la novela gótica inglesa que combina lo maravilloso con la espiritualidad en una atmósfera oscura, mezclada con la angustia, el romanticismo alemán desarrolla temas que exploran los límites de la racionalidad. Así, ciertos Nachtstücke (Cuentos nocturnos) de E. T. A. Hoffmann (1776-1822) evocan temas relacionados con la ciencia ficción, como el autómata en forma humana o el tráfico de órganos humanos, como en El hombre de arena (1816). Pero el tratamiento literario fantástico de estos elementos siempre hace que el héroe de Hoffmann dude entre una interpretación erudita de los hechos y su miedo a ser víctima de terribles alucinaciones.
Este período también vio la publicación en 1810 de una novela de anticipación de Julius von Voß, un escritor popular y muy prolífico en ese momento. Ini. Ein Roman aus dem einundzwanzigsten Jahrhundert (Ini, una novela del siglo XXI) cuenta la historia de Guido, un joven que vive muchas aventuras en todo el mundo para ganarse el corazón de su amada, la princesa africana Ini. Su espíritu inventivo y sus capacidades técnicas le permitirán poner fin a la desastrosa guerra que estalla entre Europa y África. La historia es un pastiche de Bildungsroman, un género literario característico de la literatura clásica alemana, lleno de anticipaciones técnicas a menudo convincentes en campos tan variados como el armamentos, la estrategia militar, la religión, la educación, la justicia, la vida en sociedad, etc. En 1824, Julius von Voß también publicó una obra en cinco actos que narra un viaje hacia el presente, el pasado y el futuro. Primer acto: Berlin im Jahre 1724 (Berlín en el año 1724), segundo y tercer acto: Berlin im Jahre 1824 (Berlín en el año 1824), cuarto y quinto actos: Berlín im Jahre 1924 (Berlín en el año 1924).

### Revolución industrial y Prusia guillermina: 1870-1918
Fueron las revoluciones industriales del siglo XIX y el advenimiento de la técnica como instrumento privilegiado del progreso de las sociedades humanas lo que permitió a la ciencia ficción moderna levantar el vuelo. En 1871, mientras que en Francia Julio Verne llegaba a la cumbre de su producción literaria, la ciencia ficción alemana moderna nace con las primeras noticias de Kurd Laßwitz (1848-1910) y de Albert Daiber (1857-1928). La producción literaria de Kurd Laßwitz, también editor, matemático y filósofo, culminó con Auf zwei Planeten (En dos planetas), una novela río de casi mil páginas, publicada en 1897. Durante un viaje en globo de exploradores alemanes al polo norte descubren una estación marciana secreta. Ambas civilizaciones entran pronto en contacto, pero un desdichado incidente amenaza con hacer estallar una guerra. Entre su fecha de aparición y su prohibición bajo el III Reich, la novela vendió 70 000 ejemplares, una cifra muy importante para la época. La obra de Kurd Laßwitz, compuesta por tres novelas y de numerosas novelas cortas, desarrolló relatos de carácter técnico, filosófico o matemático, ampliamente inspirados por el neokantismo y, desde principios del siglo XIX, de la obra del psicofísico Gustav Fechner.

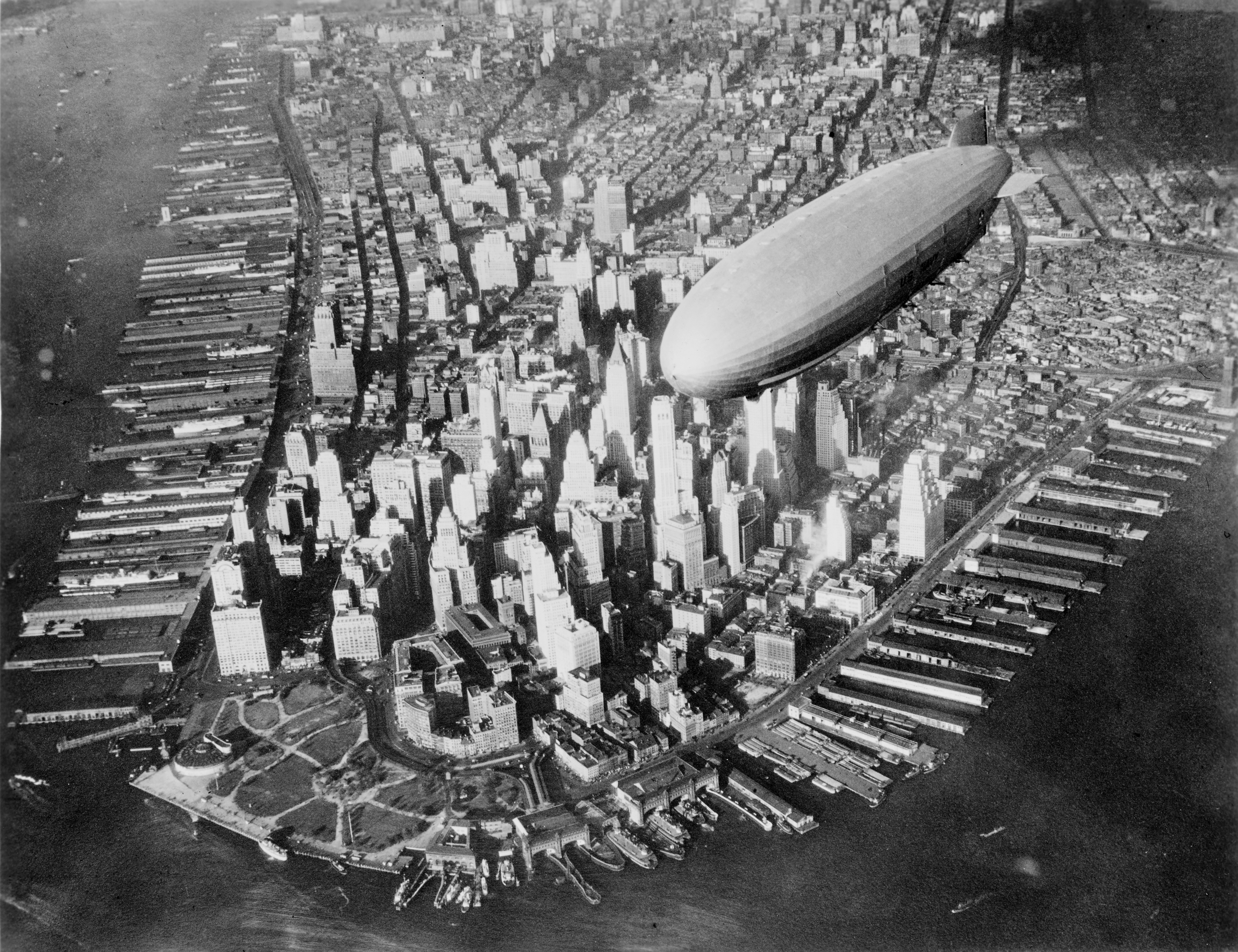
Un dirigible sobrevolando Manhattan.

A principios del siglo XX, el nacimiento de los dirigibles estimula en gran medida la imaginación de los autores de anticipación. Emil Sandt fue uno de los representantes y de los más famosos de esta ola de escritores que se había encargado de comunicar su entusiasmo por esas naves más ligera que el aire a toda la población alemana. Cavete! fue una de las novelas más populares de la era guillermina y le valió a Emil Sandt el apodo de «el Julio Verne alemán» —un honor que el autor, modestamente, rechazó. En este momento de euforia general por la aeronáutica, solo hubo un satírico tan mordaz como el escritor austríaco Karl Kraus que se atreviera a afirmar en 1908: «Remonto el fin del mundo a los comienzos de la aeronáutica.» 
En 1909, Max Popp rinde un vibrante homenaje a Julio Verne en la primera monografía alemana sobre el novelista francés, Julius Verne und sein Werk. Des großen Romantikers Leben, Werke und Nachfolger (JulioVerne y su obra. La vida, las obras y los sucesores del gran novelista), inspirada por los trabajos contemporáneos de Charles Lemire. En la segunda y tercera parte de su obra, Max Popp propone lo que puede ser considerado como la primera gran síntesis sobre el género de la anticipación técnica de la época. En la estela de la novela Héctor Servadac de Julio Verne, Friedrich Wilhelm Mader ofrece a la juventud alemana un viaje interestelar hasta la lejana Alfa Centauri con Wunderwelten (Mundos maravillosos), una novela educativa y divertida, publicada en 1911.
Contemporáneo de Kurd Laßwitz, Paul Scheerbart (1863-1915) es un utópico antimilitarista y fantástico que publica novelas futuristas en línea con los cuentos filosóficos de Jonathan Swift. El autor da rienda suelta a una imaginación cósmica que plantea la cuestión del vínculo ontológico entre el individuo y el universo, sin desarrollar los elementos puramente técnicos específicos del género. Sus dos obras más famosas en esta área son la colección de cuentos Astrale Noveletten (Novelas cortas astrales), fechada en 1912, y la novela Lesabéndio. Ein Asteroïden Roman (Lesabéndio. Una novela de asteroides), publicada en 1913. Paul Scheerbart presenta civilizaciones lunares o extraterrestres que se maravillan ante el espectáculo luminoso de un universo vivo. 
Ese mismo año, 1913, apareció Der Tunnel (El túnel) del escritor Bernhard Kellermann (1879-1952). Esta novela tuvo tanto éxito editorial que se adaptaría dos veces al cine en el espacio de veinte años. Esta novela «realista» describe de manera sorprendente las consecuencias económicas y sociales de la construcción de un gigantesco túnel ferroviario bajo el océano Atlántico destinado a conectar Europa y América.
En el subgénero particular de la novela corta, un autor como Carl Grunert se distinguió por la exitosa publicación de una treintena de historias de ciencia ficción entre 1904 y 1914. Sus colecciones más notables fueron Feinde im Weltall? (¿Enemigos en el universo?, 1907) y Der Marsspion (El espía de Marte, 1908). Carl Grunert le hace múltiples guiños a Julio Verne, Kurd Laßwitz o Herbert George Wells y amplía algunas de sus ideas de manera original. 
En el campo de las publicaciones periódicas, la novela popular y anónima Der Luftpirat und sein lenkbares Luftschiff (El pirata aéreo y su aeronave dirigible) fue un gran éxito editorial entre 1908 y 1912, con 165 entregas semanales. Justiciero solitario y señor de los altos estratos de la atmósfera, el Capitán Mors está claramente inspirado en los héroes de Julio Verne, una síntesis de Robur el conquistador y el Capitán Nemo. Uno de los presuntos autores de la novela por episodios, Oskar Hoffmann, escribió varias otras novelas de anticipación entre 1902 y 1911 que representan la conquista del aire con globos dirigibles, así como obras de divulgación de astronomía y tecnología. 
La novela de popular por entregas estaba representada en ese momento por un autor tan prolífico como popular: Robert Kraft (1869-1916). Sus innumerables novelas (casi 40 000 páginas impresas) exploran todos los géneros literarios con una predilección por las historias fantásticas, las de aventuras y la novela de anticipación. Así es como se editaron en 1909 Der Herr der Lüfte (El señor del aire), Die Nihilit-Expedition (La expedición Nihilit), Im Zeppelin um die Welt (La vuelta al mundo en zeppelin), o en 1910, Im Aeroplan um die Erde (La vuelta al mundo en avión).

### República de Weimar: 1919-1932
Tras la derrota alemana en la Primera Guerra Mundial, el paisaje de la ciencia ficción de la República de Weimar está marcado por un tenaz espíritu de venganza, que produce una gran cantidad de obras militaristas donde el ingeniero alemán, de repente ascendido a defensor supremo de la nación humillada, inventa armas nuevas y extraordinarias, capaces de hacer que el enemigo olvide su odioso tratado de Versalles. Así aparecen hacia el año 1922 novelas como Deutschlands Neubewaffnung und Freiheitskampf (El rearme de Alemania y su lucha por la libertad), publicada anónimamente, Der zweite Weltkrieg (La Segunda Guerra Mundial) por Werner Grassegger, o Der letzte Kampf (The Last Fight) por Hans Bußmann. Por el contrario, en una novela como Fanale am Himmel (Linternas en el cielo), publicada en 1925, Karl-August Laffert combate esta venganza, impulsado por la visión de un «pacifismo agresivo» donde la paz solo puede garantizarse con las armas.

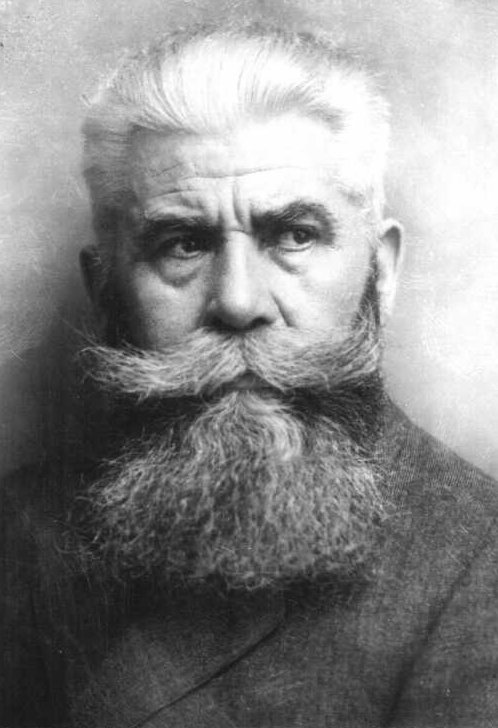
Hans Hörbiger.

En el plano científico, la cosmogonía glacial (Welteislehre) del ingeniero alemán Hans Hörbiger, publicada en 1912, llamó la atención en la época. La idea de un universo de esencia termodinámica que alterna entre bolas de fuego (sol, estrellas) y bloques de hielo (planetas, asteroides) sirve como fondo científico para novelas como Der Untergang der Luna (El fin de la Luna), escrito por Karl-August Laffert en 1921, o Die Sintflut von Atlantis (El diluvio de la Atlántida) por Georg Theodor Fuhse, publicado en 1928.
Las décadas de 1920 y 1930 fueron testigo del nacimiento de las primeras pruebas técnicas de cohetes a reacción, que condujeron a la creación del primer club aeroespacial del mundo en Berlín-Tegel, el Verein für Raumschiffahrt (Club de Aeronáutica Espacial). Esta moda de los cohetes pronto dio a luz a un movimiento literario llamado Weltraumbewegung (movimiento espacial) en del que participa un escritor como Otto Willi Gail (1896-1956). Inspirado por el trabajo del ingeniero alemán Hermann Oberth, que fue ampliamente popularizado por Max Valier, el trabajo de Otto Willi Gail se dedicó casi por completo al viaje espacial, con muchas consideraciones científicas y técnicas. Hans Hardts Mondfahrt (El viaje a la luna de Hans Hardt, 1928 ) puede leerse como una respuesta moderna a la novela De la Tierra a la Luna (1865) de Julio Verne.
Uno de los escritores de anticipación más populares y prolíficos de esa época fue sin duda Otfrid von Hanstein, una docena de cuyos escritos fueron traducidos rápidamente al inglés, a petición del famoso editor Hugo Gernsback. Sus obras mezclan historias de aventuras con investigaciones policiales y anticipaciones técnicas. Sus títulos principales fueron Die Farm des Verschollenen (La granja del desaparecido, 1924), Elektropolis (1927) o Mond-Rak I (1929). La anticipación técnica y el ideal socialista son también el apogeo de autores como Werner Illing, cuya novela Utopolis apareció en 1930 en una editorial cercana al Partido Socialdemócrata (SPD) de la época, Der Bücherkreis. 
La serie de anticipación de moda en la Alemania de la década de 1920 se llamaba Phil Morgan, der Herr der Welt (Phil Morgan, el señor del mundo). Apareció anónimamente de 1914 a 1920, antes de ser reeditada a partir de 1922. Los 170 fascículos de longitud variable que constituyen esta serie colocan a Phil Morgan a los mandos de su «dispositivo fenómeno», un vehículo todo terreno que le permite viajar por tierra, mar, aire e incluso en el espacio.
La República de Weimar fue testigo del comienzo literario de un escritor que experimentó un inmenso éxito editorial: Hans Dominik (1872-1945). Antiguo alumno de Kurd Laßwitz, Hans Dominik tuvo una carrera como ingeniero eléctrico y periodista científico antes de dedicarse por completo a escribir novelas de anticipación técnica. En el corazón de las novelas de Hans Dominik se encuentra la invención científica y la extrapolación técnica sintetizadas en la figura central del ingeniero alemán cuyo descubrimiento, muy codiciado, promete mejorar la suerte de los ciudadanos del mundo. Hans Dominik utilizó con gran eficacia las fuentes literarias del relato de anticipación, la novela de espías y la ficción geopolítica. Incluso es el inventor de una nueva forma de narración más rítmica, escribiendo sucesivas escenas diferentes de la historia con una alternancia regular de los puntos de vista y los personajes. Sus primeros éxitos populares fueron Die Macht der Drei (El poder de los tres, 1921), Atlantis (1924) o Das Erbe der Uraniden (La herencia de los uránidas, 1926).

### Ciencia ficción y nazismo: 1933-1945
En la década de 1930, la Alemania nazi ejerció un control ideológico significativo sobre toda la producción literaria a través de la Reichskulturkammer, creada el 22 de septiembre de 1933. La censura afectó tanto a los escritores de anticipación alemanes (como Kurd Laßwitz, considerado demasiado democrático y pacifista), como a la ciencia ficción de origen extranjero, cuando la ideología no se acercaba suficientemente a los valores del nacionalsocialismo. Este período de terror intelectual también desencadenó una ola de emigración que tocó el incipiente mundo de la ciencia ficción alemana con, por ejemplo, la huida a Estados Unidos del escritor Curt Siodmak —que más tarde se convertiría en guionista de los estudios de Hollywood— y del cineasta Fritz Lang, que se había distinguido por dos películas pertenecientes al género de la anticipación: su famosa película distópica Metrópolis en 1927, luego La mujer en la luna (Frau im Mond) en 1929. 
Políticamente aislada de las producciones extranjeras, la ciencia ficción alemana de los años 30 y 40 estuvo dominada por las novelas de Hans Dominik (1872-1945), que siguió siendo tan popular como siempre. Por los asuntos que aborda y los temas desarrolla, el trabajo de Hans Dominik se integraba sin dificultad en la ideología nazi. Si el autor está positivamente a favor de una unión federal de los estados europeos, muestra una marcada preocupación por el mantenimiento de la hegemonía alemana sobre Europa y, en general, de la raza blanca sobre el resto del mundo. Del mismo modo, la figura del traidor, una de las fuerzas impulsoras detrás de la intriga en la obra de Hans Dominik, es siempre un hombre blanco vendido a una causa extranjera que termina pagando un alto precio por su traición y muriendo con horrible sufrimiento. Los grandes éxitos de Hans Dominik durante este período fueron Atomgewicht 500 (Peso atómico 500, 1934) o Lebensstrahlen (Rayos vitales, 1938). Treibstoff SR (Carburante SR, 1940), la última novela de Hans Dominik, incluso se enviará como regalo de Navidad a las tropas alemanas estacionadas en el frente, a pesar de la escasez de papel y de mano de obra en las imprentas de la época.
Apoyada oficialmente por el régimen nazi, la teoría de la cosmogonía glacial de Hans Hörbiger continuó alimentando la imaginación de los autores de la anticipación de este período, al igual que la energía atómica del radio o las ondas cerebrales, medidas por primera vez en 1929 por el fisiólogo alemán Hans Berger. En el campo de la construcción, Egon Hundeicker, con Alumnit (1934), y Paul Eugen Sieg (1899-1950), con Detatom (1936), presentan ingenieros alemanes capaces de inventar un nuevo material sintético, más duro que el acero, pero muy ligero, lo que permite viajar en el espacio y garantizar la supremacía de la técnica alemana. 
El concepto del Lebensraum, teorizado por Adolf Hitler para justificar su política expansionista, incitó a ciertos autores de la época a hacerse cargo del ambicioso proyecto Atlantropa del arquitecto alemán Herman Sörgel: la construcción de una presa en el Estrecho de Gibraltar que conectaría Europa con el continente africano. En Die Brücke des Schicksals (El puente del destino), escrito por Wolfgang Lindroder en 1937, o Dämme im Mittelmeer (Presas en el Mediterráneo), escrito por Walter Kegel el mismo año, la desecación del mar Mediterráneo permite una ganancia de territorio significativa y la fusión territorial de dos continentes enteros. La idea fue retomada en 1938 por Titus Taeschner en Eurofrika. Die Macht der Zukunft (Eurafrica. El poder del futuro).
Mientras que en los Estados Unidos, el subgénero de la ópera espacial hace su debut bajo la pluma de Edward Elmer Smith con, entre otros, el Ciclo del Fulgur (iniciado en 1934), los autores alemanes también comenzaron a hacer viajar a sus héroes hasta el borde del universo para llevar la antorcha de los valores raciales nazis, como el escritor Stanislaus Bialkowski con Krieg im All (Guerra en el espacio, 1935) o Dietrich Kärrner con Verschollen im Weltall (Desaparecido en el espacio, 1938). 
En el campo de las novelas populares por entregas, la década de 1930 se vio marcada por el enorme éxito de Sun Koh, der Erbe von Atlantis (Sun Koh, el heredero de la Atlántida), una serie de ciencia ficción escrita por Paul Alfred Müller, alias Lok Myler o Freder van Holk, entre 1933 y 1936. A lo largo de las ciento cincuenta entregas, Sol Koh, un príncipe maya, el heredero al trono de la Atlántida y el arquetipo de la raza aria, pasa por muchas pruebas antes de regresar a su tierra natal, acompañado por su fiel sirviente británico, Hal Mervin, y del campeón de boxeo negro, Nimba. Paul Alfred Müller mezcla en su obra las teorías de la tierra hueca con la antigua leyenda del continente perdido de la Atlántida. Su trabajo dejó una impresión duradera en los escritores de ciencia ficción de la posguerra.

### Ciencia ficción de Alemania Occidental: 1949-1990
Después de la separación de Alemania en dos territorios separados en 1949 (República Federal de Alemania y República Democrática Alemana), la ciencia ficción de habla alemana alemana siguió inicialmente los pasos de Hans Dominik. Pero a partir de la década de 1950, la literatura anglosajona se hizo accesible a los lectores alemanes con los primeros relatos de A. E. van Vogt, Robert Heinlein o Arthur C. Clarke, que aparecen en traducciones a veces muy aproximadas. Además, el panorama editorial y literario de la ciencia ficción comenzó a estructurarse y aparecieron las primeras colecciones especializadas. 
La década de 1960 estuvo marcada por dos escritores en particular, Karl-Herbert Scheer y Walter Ernsting, un traductor profesional que trabajó para las ediciones Pabel. Deseoso de ser publicado, este último envió manuscritos de ciencia ficción alemanes bajo el seudónimo anglosajón Clark Darlton a editores alemanes y los presentó como traducciones de obras estadounidenses. Así, en 1955, Walter Ernstig publicó su primera novela UFO am Nachthimmel (Un OVNI en el cielo nocturno) y fundó en Fráncfort del Meno el Science Fiction Club Deutschland (Club Alemán de Ciencia Ficción), una asociación destinada a alentar a los jóvenes autores de novelas de ciencia ficción alemanes. Los temas favoritos de Walter Ernsting en ese momento eran la amenaza nuclear, con el fondo de la Guerra Fría, y el posible origen extraterrestre de la humanidad, una idea que tomaría del ufólogo suizo Erich von Däniken. Pero el evento más importante ocurre en 1961, cuando la editorial Moewig encargó a Walter Ernsting y a Karl-Herbert Scheer la creación de una nueva serie de ciencia ficción de publicación semanal en treinta o cincuenta números, con héroes recurrentes. Así nació una de las series de bajo costo más populares en Alemania, el ciclo Perry Rhodan. La serie explota todos los recursos narrativos y literarios de la ópera espacial y la ciencia ficción militar, desarrollando una ciencia ficción que primero se centró en la acción y la aventura, antes de embarcarse, un poco más tarde, de una manera más espiritual y filosófica. A partir de 1967, el universo novelesco de la serie fue tal que los editores incluyeron en cada nuevo número una página del Diccionario Perry Rhodan y una página dedicada a los lectores, mientras que la serie también salió en forma de historieta. El equipo de autores de Perry Rhodan incluye nombres tan famosos como Kurt Brand, Kurt Mahr, William Voltz, H. G. Ewers, Marianne Sydow o Thomas Ziegler.
Al mismo tiempo, Herbert W. Franke, un escritor de origen austriaco, comienza su carrera literaria con dos novelas, Das Gedankennetz (La red del pensamiento, 1961) y Der Orchideenkäfig (La caja de orquídeas, 1961), que exploran las nociones de realidad y de virtualidad, investigando los resursos de la mente humana. Herbert W. Franke dominó en gran medida la producción literaria germanófona de las décadas de 1970 y 1980, con novelas como Zone Null (Zona cero, 1972) o Die Kälte des Weltraums (El frío del espacio, 1984). Se le unen pronto autores de primer orden, como Carl Amery (a partir de 1974), con Das Königsprojekt (El proyecto real, 1974) o Der Untergang der Stadt Passau (El hundimiento de la ciudad de Passau, 1975), un breve «ejercicio digital» que fue inspirado por Cántico por Leibowitz de Walter M. Miller; o Wolfgang Jeschke que destaca con Der letzte Tag der Schöpfung (El último día de la creación), premio Kurd Laßwitz a la mejor novela en 1981, y la edición de Das Science-Fiction-Jahr, un almanaque especializado que propone artículos de fondo, presentación de obras y críticas. Durante ese tiempo, la tirada de la serie Perry Rhodan alcanza los 200 000 ejemplares por semana a mitad de los años 70. En 1980, con ocasión del número mil de la serie, se organizó la primera convención mundial «Perry Rhodan» en Mannheim.
Poco a poco, el tono de las novelas de anticipación de Alemania Occidental cambió y dio paso a una cierta forma de desilusión, incluso desconfianza de la técnica. El arquetipo del ingeniero alemán portador de una determinada forma de hegemonía cultural quedó definitivamente abandonado. Al asimilar el progreso técnico a una forma avanzada de limitación de las libertades individuales, los autores alemanes ahora fueron recurriendo a la distopía. Pero aparte de la serie Perry Rhodan, la ciencia ficción alemana ha tenido muchos problemas para salir de sus fronteras. En 1980, el Club Alemán de Ciencia Ficción creó el Premio Alemán de Ciencia Ficción, un premio literario dotado exclusivamente para producciones alemanas. Diseñada para impulsar la creación literaria del país y alentar a los autores jóvenes, esta distinción literaria no logró desempeñar el papel que podrían tener premios equivalentes en los Estados Unidos.

### Ciencia ficción y socialismo en la RDA: 1949-1990
Después de la creación de la República Democrática Alemana en 1949 nació la literatura de ciencia ficción de inspiración socialista, la llamada wissenschaftlich-phantastische Literatur («literatura fantástico científica») o bien utopische Literatur («literatura utópica»). Inspirada en los grandes modelos literarios de Julio Verne, Kurd Laßwitz y Hans Dominik, la ciencia ficción de Alemania Oriental se desarrolló independientemente, aislada de la producción estadounidense, censurada en los países socialistas. Incluso el término ciencia ficción era ahora una expresión a proscribir, porque se refería ideológicamente a la idea de literatura antihumanista e imperialista. Desde un punto de vista socialista, la única legitimación posible de la literatura de anticipación era la utopía, ese concepto sociohistórico que servía tanto de base como de culminación del trabajo de transformación social que trataban de implementar en los países de este. 
La ciencia ficción de Alemania oriental comenzó en 1949 con una novela de Ludwig Turek titulada Die Goldene Kugel (La bola de oro). La década de 1950, marcada por la novela obrera y el contexto político de la Guerra Fría, vio el nacimiento de una literatura utópica, relativamente uniforme en términos de sus temas, que en general presentó un comunismo victorioso que abolía definitivamente el hambre y la enfermedad, el dinero y el crimen. En estas visiones ideológicas del futuro, los ciudadanos trabajan de manera socialista, cada uno según sus capacidades, cada uno según sus necesidades. El optimismo de los autores de la época, llevado por la sincera esperanza en otro mundo posible, también fue alentado por un sistema de censura estatal y autocensura ideológica. Los autores más destacados de la época fueron Klaus Kunkel con Heißes Metall (Metal caliente, 1952), Heinz Vieweg con Ultrasymet bleibt geheim (Ultrasymet permanece en secreto, 1955), H. L. Fahlberg con Erde ohne Nacht (Tierra sin noche, 1956 ) y Eberhardt del'Antonio con Gigantum (1957).

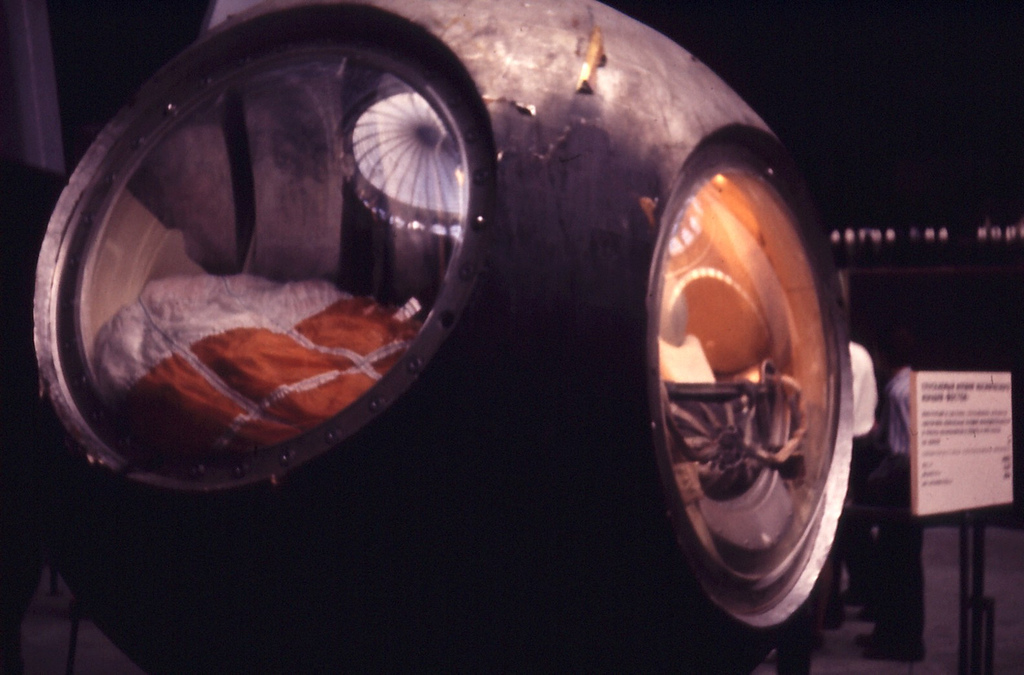
La cápsula en la que Yuri Gagarin realizó el primer vuelo espacial.

Después del exitoso lanzamiento del Sputnik en 1957 y el primer vuelo del hombre por el espacio con el cosmonauta Yuri Gagarin en 1961, la ciencia ficción explota por primera vez en la década de los 60 los recursos narrativos de la aventura espacial, antes de concentrarse en el Real-Phantastik, un realismo fantástico que ve a la ciencia ficción en su aspecto predictivo del futuro. Los autores notables de la época fueron Eberhardt del'Antonio con Titanus (1959), Günther Krupkat con Die große Grenze (La gran frontera, 1960) o Carlos Rasch con Im Schatten der Tiefsee (A la sombra de las profundidades del oceano, 1965).
A partir de la década de 1970, la literatura de ciencia ficción alemana oriental abandonó la utopía del espacio interplanetario para ganar profundidad filosófica. Se apropió de nuevas técnicas literarias y comenzó a expresar un punto de vista más crítico sobre la sociedad, a menudo con ironía. La utopía positiva se vio teñida de matices distópicos y dio lugar a una literatura ambivalente que revelaba una profunda desilusión política. Estos años también estuvieron marcados por numerosas creaciones de clubes de ciencia ficción por iniciativa de fanes o autores, el más importante de los cuales fue el Arbeitskreis Utopische Literatur (Círculo de trabajo sobre literatura utópica), fundado en marzo de 1972. Sin embargo, la ausencia del derecho de reunión obligaba a los fanes a reunirse en grandes instituciones socialistas como universidades u organizaciones culturales de masas, lo que dificultaba la reserva de locales. Ese mismo año, 1972, el asunto Rolf Krohn estremeció el frágil mundo de los clubes de ciencia ficción de Alemania Oriental. En el marco de las actividades del Stanislas-Lem-Klub, el estudiante Rolf Krohn fue expulsado de por vida de la Universidad de Dresde por un secretario del partido socialista que lo acusó de mantener comentarios antisocialistas y abrir la puerta a la ideología enemiga. Se organizó una caza de brujas y el club cesó toda actividad en 1973. Los autores destacados de este período fueron Johanna y Günther Braun, con Der Irrtum des großen Zauberers (El error del gran mago, 1972), Heiner Rank con Die Ohnmacht der Allmächtigen (La impotencia del todopoderoso, 1973), Herbert Ziergiebel con Zeit der Sternschnuppen (El tiempo de las estrellas fugaces, 1972).

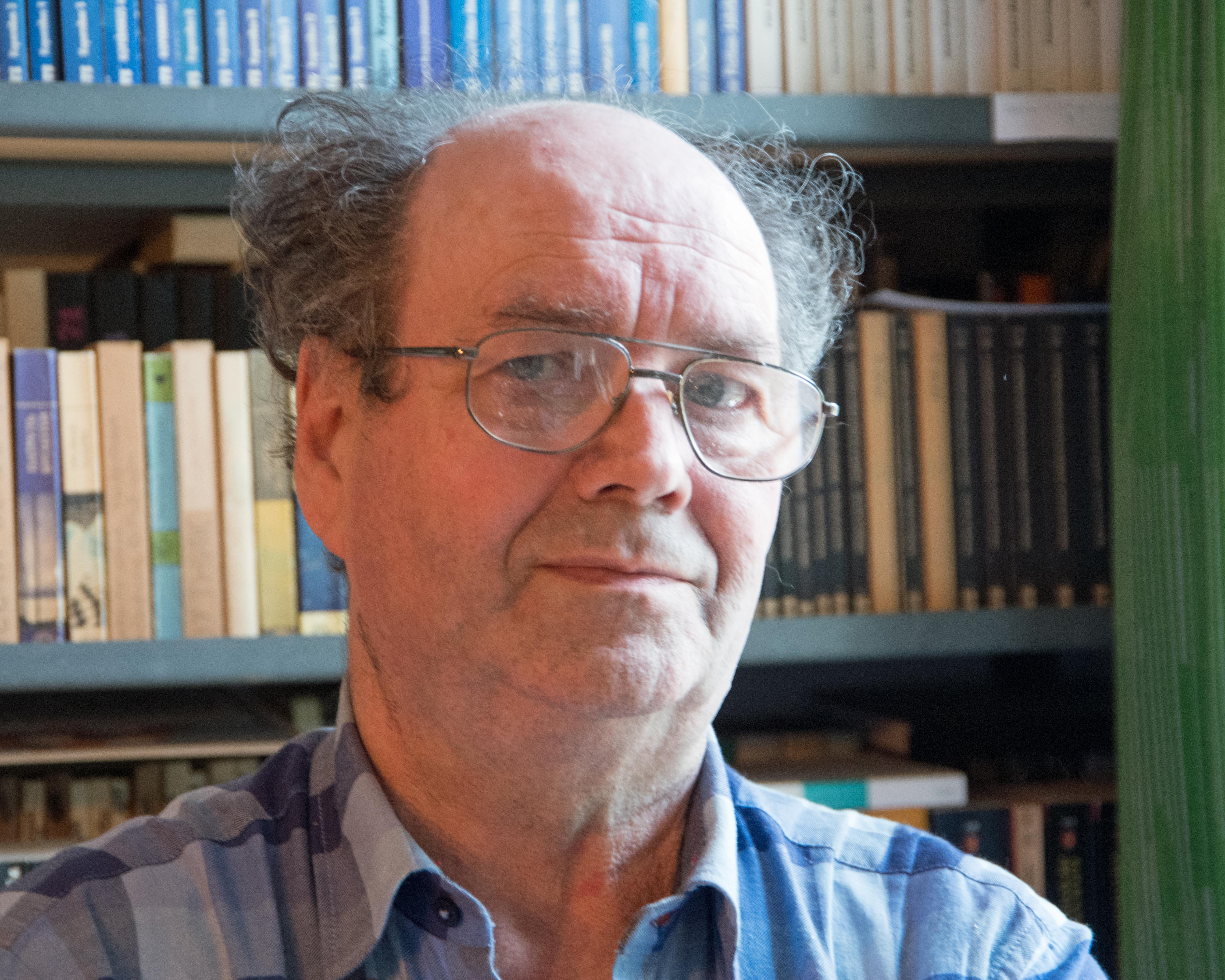
Erik Simon, escritor y editor de ciencia ficción.

A finales de los años setenta y principios de los ochenta, la censura estatal por parte del «Servicio de publicación y comercio del libro» se suavizó notablemente. En 1978, por ejemplo, la edición de Alemania del Este de la novela Un mundo feliz de Aldous Huxley fue finalmente autorizada. Pero al mismo tiempo, el Estado mostraba una mayor vigilancia sobre todo lo publicado en el campo de la literatura utópica. Estos años estuvieron marcados por una gran diversificación de la producción literaria, con una oferta dirigida a todos los públicos (jóvenes, adolescentes, adultos), abarcando todos los géneros (desde literatura trivial hasta novelas profundamente filosóficas con estructura compleja) y profundizando sus aspectos puramente estilísticos y formales. Desde un punto de vista temático, los autores de la década de 1980 abandonaron la conquista del espacio y las aspiraciones utópicas tradicionales del género para observar más de cerca los problemas reales inducidos por el progreso de las tecnociencias. La ciencia ficción ya no tenía simplemente una función predictiva, ahora asumía un papel preventivo al cuestionar el futuro sobre el peligro inherente al progreso técnico. Los autores destacados de este período fueron Gert Prokop con Wer stiehlt schon Unterschenkel? (¿Quién tendría la idea de robar muslos?, 1977), Arne Sjöberg con Die stummen Götter (Los dioses silenciosos, 1978), Angela y Karlheinz Steinmüller con Andymon (1982), Rainer Fuhrmann con Medusa (1985), Michael Szameit con Drachenkreuzer Ikaros (El crucero cometa Ícaro, 1987). Desde el punto de vista editorial, una de las figuras clave fue sin duda Erik Simon, que trabajó como escritor, traductor, crítico y editor de ciencia ficción en la RDA. Tradujo muchos textos de ciencia ficción de la URSS, Bulgaria o países anglosajones y contribuyó a la investigación teórica sobre género en la RDA.

### Renovación de la ciencia ficción después de la reunificación

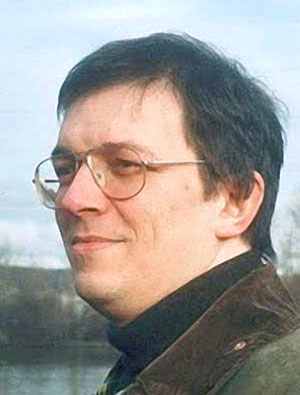
Andreas Eschbach, autor de Los tejedores de cabellos.

La década de 1990 se distinguió tanto por una nueva dirección en la política editorial en el campo de la ciencia ficción como por el resurgimiento del género gracias a la aparición de una generación joven de autores nacidos después de la Segunda Guerra Mundial. 
En el mundo editorial, este período estuvo marcado por la reedición de clásicos del género, como los de Kurd Laßwitz y Hans Dominik en versión original no editada. Así, la novela río del primero, Auf zwei Planeten, se publicó por primera vez en 1998 en su versión completa, mientras que ciertas novelas del segundo fueron publicadas en versión completa y crítica por la editorial Heyne a partir de 1997. 
Entre los jóvenes autores alemanes aclamados por la crítica y receptores de premios especializados, se puede citar a Andreas Eschbach, Michael Marrak, Marcus Hammerschmitt o Frank Schätzing, aunque este último es más ecléctico. Es la primera novela de Andreas Eschbach, Los tejedores de cabellos, publicada en Alemania en 1996, la que abre la vía a esta nueva generación de escritores. Pronto se le une Michael Marrak, con Lord Gamma (2000), una novela muy elogiada por la crítica, y Frank Schätzing, con El quinto día (Der Schwarm, 2004), un tecno-thriller a la americana que valió a su autor un primero lugar en la clasificación de las mejores ventas del año 2005 en las listas generales. Estos éxitos son tanto más destacables si se considera que en la década del 2000 se generó un notable aumento del interés público y de los editores por la fantasía en detrimento de la ciencia ficción. El éxito mundial de Harry Potter de J. K. Rowling y de la adaptación al cine del Señor de los Anillos ilustra este giro.
Después de la reunificación, los autores de la antigua RDA, por otro lado, encontraron mucho más difícil ganarse la vida con su pluma debido al colapso del mercado de los libros de ciencia ficción de Alemania Oriental y un entorno competitivo exacerbado. Michael Szameit publicó, por ejemplo, Copyworld en 1999, una novela originalmente escrita bajo el régimen socialista en 1989, pero cuyo manuscrito estaba, según el autor, escondido en un ático para protegerlo de las inesperadas redadas de la Stasi. Otros, como Angela y Karlheinz Steinmüller, reconvertidos al campo de la prospectiva económica, continuaron publicando algunas novelas de anicipación, pero sobre todo intentan comprender mejor qué era la ciencia ficción de Alemania Oriental estudiando obras históricas y con críticas del período socialista. 
En el área de las series de ciencia ficción convencional, Jo Zybell y la editorial Bastei lanzaron una nueva serie de ciencia ficción postapocaliptica, Maddrax, que contaba la historia de un piloto de combate impulsado 500 años al futuro, después de que un cometa golpeara la Tierra. En Alemania, el éxito de esta serie fue tal que una traducción al francés comenzó en 2007, con las ediciones EONS. 
A partir de 2007, las ediciones suizas Unitall publicaron una serie de novelas de ciencia ficción militar neonazi titulada Stahlfront (Frente de acero). El supuesto autor, Torn Chaines, representa a los héroes arios con una ideología nacionalista intercalada con reminiscencias de la Alemania nazi. Esta serie fue incluida en la lista negra en 2009 por la Bundesprüfstelle für jugendgefährdende Medien, una agencia del gobierno federal alemán que vigila el contenido y su accesibilidad para los jóvenes.

## De la literatura general a la ciencia ficción
Algunos escritores de literatura general han hecho incursiones notables en el campo de la ciencia ficción a través de la utopía, la distopía o la ucronía. A menudo, la gran calidad literaria de sus obras los ha convertido en referencias en el género. En esta categoría podemos citar en orden cronológico la publicación de las siguientes obras: 
- Alfred Döblin, Berge, Meere und Giganten (Montañas, mares y gigantes), 1924;
- Hermann Hesse, Das Glasperlenspiel (El juego de los abalorios), 1943;
- Franz Werfel, Stern der Ungeborenen (Los que no nacieron), 1946 póstumo;
- Egon Friedell, Die Reise mit der Zeitmaschine (El viaje con la máquina del tiempo), 1946 póstumo;
- Ernst Jünger, Heliopolis, Rückblick auf eine Stadt (Heliópolis: visión retrospectiva de una ciudad), 1949 y Gläserne Bienen (Abejas de cristal), 1957;
- Walter Jens, Nein. Die Welt der Angeklagten (No. El mundo de los acusados), 1950;
- Arno Schmidt, Die Gelehrtenrepublik (La república de los sabios), 1957;
- Otto Basil, Wenn das der Führer wüsste (Si el Führer lo supiera), 1966;
- Gudrun Pausewang, Die Wolke (La nube), 1987;
- Christian Kracht, Ich werde hier sein im Sonnenschein und im Schatten (Estaré aquí al sol y a la sombra), 2008.

## Revistas especializadas
La historia de las revistas alemanas de ciencia ficción se caracterizó por una sucesión de fracasos o semifracasos editoriales. Los diversos editores alemanes nunca lograron hacer que sus revistas desempeñaran el papel principal que era el de las revistas pulp americanas. El crítico, editor y ensayista austríaco Franz Rottensteiner relató en un ensayo de 2002 la historia de las revistas de ciencia ficción en lengua alemana.
La primera revista alemana de ciencia ficción apareció en 1955. Inicialmente titulada Utopia-Sonderband, pasó a llamarse Utopia Science Fiction Magazin entre 1956 y 1957, luego Utopia Magazin hasta su vigésimo sexto y último número en 1959. Se publicaban historias de jóvenes autores alemanes o escritores estadounidenses aún poco conocidos en ese momento en Alemania, con la notable excepción de Robert A. Heinlein, Arthur C. Clarke, Jack Vance, Murray Leinster, AE van Vogt e Isaac Asimov. La revista también presentaba artículos y reseñas de ciencia ficción (algunos escritos por Walter Ernsting), así como artículos de divulgación científica. En 1958 nació la revista Galaxis, la edición alemana de la revista estadounidense Galaxy, que prácticamente solo publicaba textos traducidas del inglés que aparecían en la revista estadounidense. Sin embargo, el editor en jefe de la revista, Lothar Heinecke, hizo frecuentes cambios y simplificaciones en los textos originales. Desde un punto de vista literario y político, los textos eran de mejor calidad que los publicados en Utopia Magazin. Galaxis publicó relatos de autores como Robert Sheckley, Frederik Pohl, Clifford D. Simak, Hal Clement, Cordwainer Smith, Damon Knight, etc. La revista Galaxis publicó quince números entre 1958 y 1959 en formato de revista. Entre 1965 y 1970, también aparecieron catorce números de bolsillo de Galaxy. 
Comet, das Magazin für Science Fiction, Fantasy & Raumfahrt (Cometa, la revista de ciencia ficción, fantasía y viajes espaciales) apareció entre 1977 y 1978 en seis números. Renombrado Nova 2001, la revista revivió en 2001 por cinco números, luego se detuvo. La revista Perry Rhodan Magazin, especializada en anuncios y críticas de películas de ciencia ficción, lanzó su primer número en 1978 con el título Perry Rhodan Sonderheft (Número especial de Perry Rhodan). Luego cambió el título; los números del 2 al 5 aparecieron bajo el título Perry Rhodan SF Sonderheft (Número especial Perry Rhodan SF), mientras que los números 6 y 7 se llamaton Perry Rhodan SF Magazin. Finalmente, Perry Rhodan Magazin será el título final del octavo al vigésimo octavo y último número en 1981. La revista aparecía mensualmente o bimensualmente. 
La revista Heyne SF-Magazin, editada por Wolfgang Jeschke, apareció en doce números entre 1981 y 1985. De mejor calidad que las anteriores, esta revista ofrecía artículos de aficionados o semiprofesionales, historias alemanas o extranjeras y críticas literarias. Durante este mismo período, Deutsches Science Fiction Magazin (La revista alemana de ciencia ficción), editada por Wolfgang Dülm, apareció en nueve números entre 1981 y 1985, luego pasó a llamarse Phantastic Times en 1986. Phantastisch!, la revista de Achim Havemann, tuvo tres números en 2001. 
El año de la reunificación alemana vio el nacimiento de Alien Contact. Magazin für Science Fiction und Fantasy, una revista clásica que publicaba noticias, artículos y reseñas. La publicación en papel se detuvo en 2002 para cambiar al formato digital con una edición en línea que se interrumpió en 2005 con el sexagésimo octavo y último número. El proyecto de la revista se combinó en 1999 con un proyecto editorial que dio origen a la editorial SHAYOL.

## Literatura alemana de ciencia ficción y el mundo editorial
En español apenas se han publicado obras de ciencia ficción alemana. Una notable excepción a este panorama fue la publicación en 1976 de Lo mejor de la ciencia ficción alemana por la editorial Bruguera. La recopilación contiene una introducción a la literatura alemana de ciencia ficción escrita por Jörg Weigand y relatos de Kurt Karl Doberer, H. G. Ewers, Kurt Mahr, Walther Ulrich Erwes, Herbert W. Franke, William Voltz, Jürgen Andreas, Jörg Weigand, Gerd Maximovic, Ernst Vleck, Clark Darlton, Wolfgang Jeschke, Jürgen von Scheidt, Gerd Maximovic, Wolfgang Jeschke y Jesco Von Puttkamer. Si descontamos el grupo de autores generales mencionados más arriba, quizás sea Andreas Eschbach el autor de ciencia ficción que más ha sido publicado en español, con tres novelas: Los tejedores de cabellos (2004), El vídeo Jesús (2007) y El Premio Nobel (2007). 

### En Alemania
Las grandes editoriales que publican ciencia ficción en el sentido moderno del término son, a comienzos del siglo XX, Elischer Verlag, Leipzig, con la edición de las obras de Kurd Laßwitz en los años 1910 y 1920, August Scherl Verlag, una gran editorial de Berlín que publicó las obras de Paul Eugen Sieg y Hans Dominik en los años 1930 y 1940, y finalmente Gebrüder Weiss Verlag, una editorial de Berlín detrás de dos colecciones dedicadas al género de ciencia ficción, Utopische Taschenbücher [Libros de bolsillo utópicos] y Die Welt von morgen [El mundo del mañana] que ayudó a enmarcar el género en la década de 1950 y publicó las primeras traducciones de novelas anglosajonas. Después de la Segunda Guerra Mundial, las obras de ciencia ficción también fueron publicadas y distribuidas por las kommerziellen Leihbibliotheken, bibliotecas privadas de préstamo que se especializan en novelas populares.
Más recientemente, es el grupo Bertelsmann y su división Random House la que destaca en el género de la ciencia ficción con editoriales como Heyne y Goldmann, editoriales baratas de los grandes clásicos anglosajones de ciencia ficción. Otra editorial de Bertelsmann, Blanvalet, especializada en series comerciales como Star Wars, Dune, Barrayar, ahora más dedicada al género fantástico. 
El grupo editorial Lübbe también juega un papel importante, con colecciones como Lübbe y Bastei-Lübbe, como editores de la generación más joven de autores de ciencia ficción alemanes, como Andreas Eschbach o Michael Marrak y clásicos de bajo costo. En campos más especializados, encontramos las ediciones Pabel-Moevig, editor histórico de la serie alemana Perry Rhodan, o el pequeño editor berlinés Shayol, que reedita las obras de autores de la antigua RDA y clásicos alemanes. 
Desde la década de 1970, las principales editoriales alemanas confiaron sus colecciones especializadas a reconocidos escritores de ciencia ficción que hicieron que lo mejor de la producción anglosajona apareciera en traducción y que se esforzaron por promover obras de habla alemana de calidad. Así, Herbert W. Franke se convirtió en director de colección de Goldmann, Wolfgang Jeschke dirigió hasta 2002 las ediciones SF-Reihen de Heyne y Hans Joachim Alpers realizó un trabajo similar en las ediciones Droener-Knaur y Moewig. La década de 1980 estuvo marcada por la aparición de una gran cantidad de colecciones especializadas que hicieron de Alemania, en ese momento, el país donde aparecían más novelas de ciencia ficción de Europa. Pero esta política comercial excesiva condujo a la saturación del mercado en la década de 1990. 
Además de las editoriales especializadas, Herbert W. Franke, un clásico autor de ciencia ficción, también fue publicado por una gran editorial tradicional alemana como Suhrkamp.

## Premios y reconocimientos
Los premios más importantes en el campo de la ciencia ficción de habla alemana de Alemania. Premian a autores, así como películas, traductores o editores especializados. Lamentablemente, los premios alemanes no tienen la influencia internacional de los premios estadounidenses. Hay dos grandes premios de habla alemana: 
- Premio alemán de ciencia ficción, premio dotado de 1 000 € y dedicado a la mejor novela en alemán y a la mejor novela corta alemana del año precedente;
- Premio Kurd Laßwitz, no dotado, dedicado a las mejores novelas alemanas y extranjeras del año precedente.

Cabe señalar que por un corto tiempo, Hugo Gernsback le dio permiso a Walter Ernsting para crear un Premio Hugo alemán, que fue otorgado por el Science Fiction Club Deutschland, y luego por las ediciones Pabel, de acuerdo con Hugo Gernsback y la oficina estadounidense de los Premios Hugo. Este premio fue otorgado de 1957 a 1959, luego de 1966 a 1967, luego en 1978, a los autores alemanes de ciencia ficción.